# NGC 5990
NGC 5990 é uma galáxia espiral (Sa) localizada na direcção da constelação de Serpens. Possui uma declinação de +02° 24' 56" e uma ascensão recta de 15 horas, 46 minutos e 16,4 segundos.
A galáxia NGC 5990 foi descoberta em 5 de Maio de 1785 por William Herschel.